# اچ‌ام‌سی‌اس لوس
اچ‌ام‌سی‌اس لوس (به انگلیسی: HMCS Loos) یک کشتی بود که طول آن ۱۳۰ فوت (۴۰ متر) بود. این کشتی در سال ۱۹۱۷ ساخته شد.